# Liste der Einträge im National Register of Historic Places im Cleburne County (Arkansas)
Die Liste der Registered Historic Places im Cleburne County führt alle Bauwerke und historischen Stätten im Cleburne County in Arkansas auf, die in das National Register of Historic Places aufgenommen wurden.

## Aktuelle Einträge
| Lfd. Nr. | Name                                       | Bild | Datum der Eintragung | Adresse/Lage                                                                                                  | Ort                     | ID-Nr.   | Beschreibung |
| -------- | ------------------------------------------ | ---- | -------------------- | --- | ----------------------- | -------- | ------------ |
| 1        | Brewer School                              |      | 26. Mai 2004         | Brewer Rd | Brewer                  | 04000506 |              |
| 2        | Cleburne County Courthouse                 |      | 12. Juli 1976        | Courthouse Sq.                                                                                                | Heber Springs           | 76000393 |              |
| 3        | Cleburne County Farm Cemetery              |      | 28. Sep. 2005        | SE corner jct. Plantation Dr. E., & Deer Run                                                                  | Heber Springs           | 05001066 |              |
| 4        | Dr. Cyrus F. Crosby House                  |      | 19. Nov. 1993        | 202 N. Broadway St.                                                                                           | Heber Springs           | 93001258 |              |
| 5        | Dill School                                |      | 16. Aug. 1994        | AR 5/25 W side, N of Ida                                                                                      | Ida                     | 94000854 |              |
| 6        | Mike Meyer Disfarmer Gravesite             |      | 21. Jan. 2009        | In the Heber Springs Cemetery at the NR corner of Oak St. and S. 4th St.                                      | Heber Springs           | 08001335 |              |
| 7        | Clarence Frauenthal House                  |      | 19. Nov. 1993        | 210 N. Broadway St.                                                                                           | Heber Springs           | 93001256 |              |
| 8        | O.D. Gunn Trade and Sale Barn              |      | 7. Juni 2016         | 10 Anna St.                                                                                                   | Quitman                 | 16000316 |              |
| 9        | Heber Springs Commercial Historic District |      | 1. Mai 2009          | 100, 200 blocks E. Main St., 100-500 blocks of W. Main St., 100 block of N. and S. 3rd and N. and S. 4th Sts. | Heber Springs           | 09000266 |              |
| 10       | Hugh L. King House                         |      | 8. Sep. 1992         | 110 W. Spring St.                                                                                             | Heber Springs           | 92001224 |              |
| 11       | Martin Dipping Vat                         |      | 9. Mai 2022          | Südöstlich der Einmündung der Gills Rd. in die Tiger B Rd.                                                    | In der Nähe von Concord | 10007717 |              |
| 12       | Old Highway 16 Bridge                      |      | 11. Mai 2011         | Lakefront Resort Rd.                                                                                          | Edgemont                | 11000262 |              |
| 13       | T. E. Olmstead & Son Funeral Home          |      | 13. Dez. 1995        | 108 S. Fourth St.                                                                                             | Heber Springs           | 95001438 |              |
| 14       | Quitman Home Economics Building            |      | 4. Sep. 1992         | 2nd Ave. | Quitman                 | 92001127 |              |
| 15       | Rector House                               |      | 17. Okt. 2008        | 603 W. Quitman St.                                                                                            | Heber Springs           | 08000486 |              |
| 16       | Shaheen-Goodfellow Weekend Cottage         |      | 30. Okt. 2002        | 704 Stony Ridge                                                                                               | Eden Isle               | 97000854 |              |
| 17       | Woman’s Community Club Band Shell          |      | 16. Aug. 1994        | NE corner of Spring Park                                                                                      | Heber Springs           | 94000849 |              |
| 18       | Woodrow Store                              |      | 4. Jan. 2001         | AR 263 | Woodrow                 | 00001592 |              |